# Chalaka

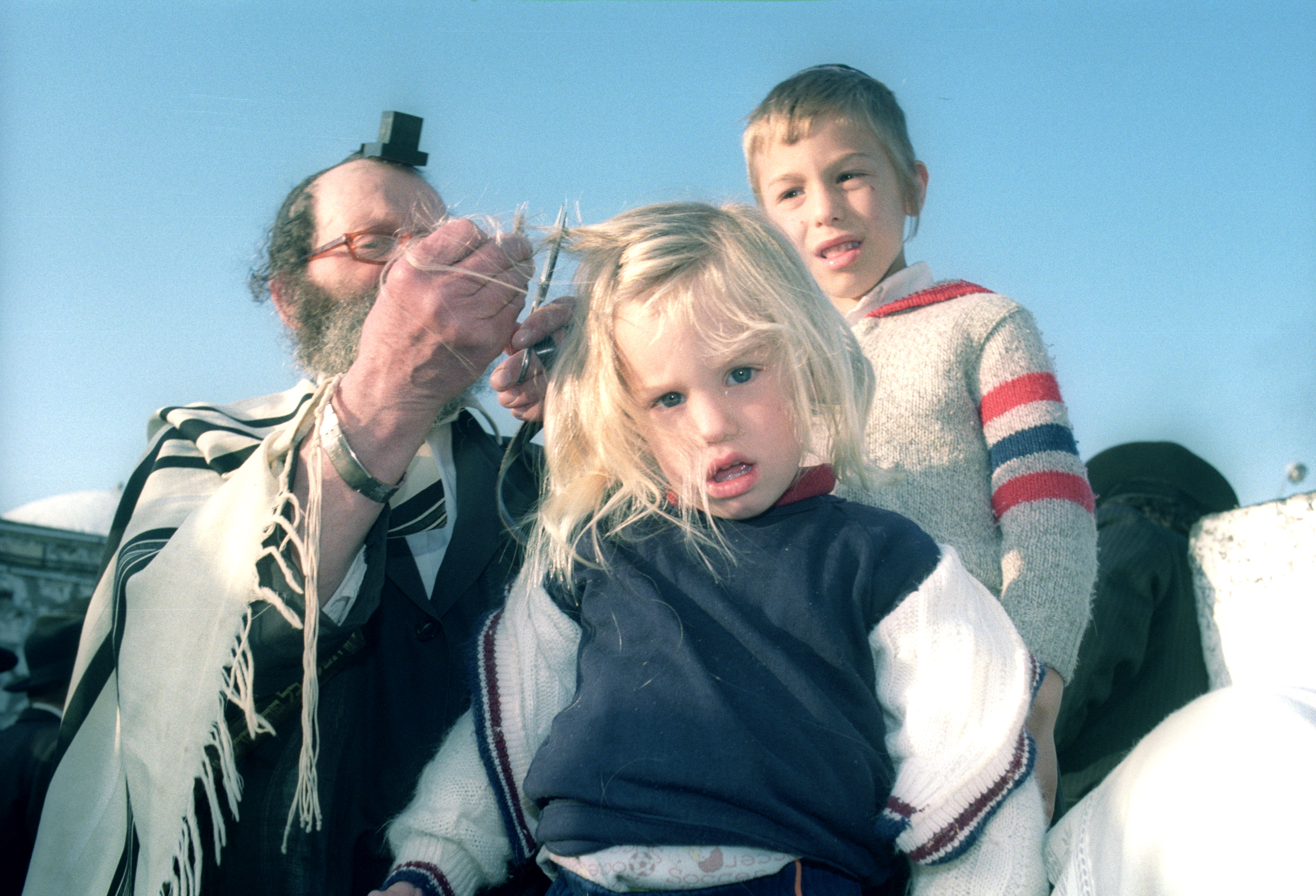
Chalaka, 1992

Chalaka (oder Chalakka, hebr. חלאקה) ist der Name einer Zeremonie bei chassidischen und sefardischen Juden
an Lag baOmer. In Israel werden an diesem Tag die Söhne, die schon drei Jahre alt sind, nach Meron (bei Safed) gebracht, und ihnen werden hier zum ersten Mal in einer als Chalaka bekannten Zeremonie die Haare geschnitten. Auf Jiddisch heißt die Zeremonie „Opscheren“, immer mehr setzt sich die (amerikanisch-)englische Schreibweise Upsherin durch.
An diesem Tag wird der Kopf des Kindes das erste Mal mit einer Kippa bedeckt, und man zieht ihm das erste Mal einen kleinen Gebetsschal (Tallit katan) an.